# Miguel Portolés Mombiela
Miguel Portolés Mombiela (Calanda, Teruel, 12 de enero de 1933), historiador taurino y escritor español, pariente del cineasta Luis Buñuel y estudioso de la genealogía de la familia Portolés.

## Biografía
Es autor, entre otros textos, de unas Memorias de la Tauromaquia Calandina (2013), obra en la que laboró durante catorce años, y en la que trasciende la estrechez del documento local, pasando revista a la vida taurina española; la obra fue prologada por el profesor Antonio Santainés Cires. Portolés ha sido coautor, junto a Juan José Omella Omella, del libro La Aurora de Calanda, una antigua institución (1991), indagación histórica y compilación de piezas musicales relativas a la institución que da título al opúsculo. De carácter biográfico es Historia de una rama de la familia Portolés (2003), en la que toma como punto de partida de su investigación una novela de Ricardo León, Las siete vidas de Tomás Portolés, inspirada en la vida de un antepasado suyo. En 2018 publica su Historia del Monte y Torre Castiel, un estudio de carácter genealógico que condensa y resume su labor investigadora en el campo de la intrahistoria. Buena parte de su producción permanece inédita o dispersa en publicaciones diversas, entre las que descuella su larga serie de artículos para el boletín Kolenda, de temática calandina.